# مشروع الجزيرة العربية الخضراء
مشروع الجزيرة العربية الخضراء هو مشروع علمي تشرف عليه هيئة التراث السعودية، وتتعاون فيه مع جهات محلية ودولية للعمل على أبحاث ميدانية متعددة التخصصات، ويدرس المشروع العلاقة بين التغيرات المناخية المتتالية التي مرت على الجزيرة العربية عبر عصور طويلة، وبدايات استيطان الإنسان في الأرض، وهجراته عبر قارات العالم القديم.